# Otto Marzinek
Otto Marzinek (* 8. August 1912 in Viersen; † 24. Mai 1986 in Gummersbach) war ein deutscher promovierter Jurist, Oberlandesgerichtsrat und Richter in Köln sowie Medaillensammler.

## Leben
Otto Marzinek absolvierte im Rahmen seiner juristischen Ausbildung die juristischen Staatsexamen mit lobenswertem Erfolg. Er wurde 1938 an der Universität Köln mit einer Arbeit zum „Mangel der Vollmacht im Zivilprozeß“ zum Dr. jur. promoviert. Als Amtsgerichtsrat am Amtsgericht Köln leitete Marzinek in den letzten Jahren des II. Weltkrieges die dortige Arbeitsgemeinschaft für die Rechtsreferendarsausbildung in Köln.

## Medaillensammler
Marzinek gründete mit Georg Wimmelmann und Peter Berghaus 1967 die Gesellschaft der deutschen Medaillenfreunde und war nach ihrer Umbenennung in Deutsche Medaillengesellschaft (DMG) von 1971 bis zu seinem Tode deren Vorsitzender.
Marzinek vertrat die Bundesrepublik Deutschland als Delegierter in der Internationalen Medaillengesellschaft FIDEM und richtete den XIV. Weltkongreß der FIDEM zur zeitgenössischen Medaillenkunst 1971 in Köln aus.
Als Vorsitzender der DMG vergab er zahlreiche Aufträge an in- und ausländische Medailleure. Die bedeutenden Kunstmedaillen von Benno Elkan auf Goethe, Gerhart Hauptmann und Gustav Mahler ließ er in begrenzter Auflage nachgießen.
Eine Beileidsbekundung verfassten 1986 Lore Börner (1928–2011), damals stellvertretende Direktorin der Staatliche Museen zu (Ost-)Berlin, wie auch der seinerzeitige prominente Sammlerfreund aus Leipzig und Rechtsprofessor der Universität Halle Siegfried Schulze.
Seine Sammlung von etwa 800 zeitgenössischen Kunstmedaillen wurde von Marzineks Erbin 1994 an das Münzkabinett Berlin übergeben. Ein Katalog der Sammlung wurde 1994 von Wolfgang Steguweit unter dem Titel Das Menschenbild auf Medaillen des 20. Jahrhunderts – Sammlung Marzinek publiziert.

## Porträts
- 1978 Bronzebüste von Fritz Nuss (1907–1999), Standort: Münzkabinett, Berlin
- 1970 Bronzegussmedaille, 75 mm, von József Reményi, Budapest (1887–1977). Literatur: Sammlung Marzinek, S. 8
- 1971 Bronzegussmedaille, 118 mm, von Tommaso Geraci (* 1931)
- 1975 Bronzegussmedaille, 114 mm, von Fritz Nuss. Sammlung Marzinek, S. 9, Titelbild
- 1975 Bronzegussmedaille, einseitig, 118 mm, von Fritz Nuss. Mit Weinlaub bekränztes Kopfbildnis nach links. Ausstellungskatalog zum 100. Geburtstag Fritz Nuss, Medaillen II, Speyer 2007, S. 29 Nr. 129
- 1980 Bronzegussmedaille, 93 mm, von Johannes Henke (* 1924)
- 1982 Medaillenmodell Nr. 1 in Gips, 105 mm, von Siegmund Schütz. Sammlung Marzinek, S. 10 Abb. 3
- 1982 Medaillenmodell Nr. 2 in Gips, 105 mm, von Siegmund Schütz. Sammlung Marzinek, S. 10 Abb. 4

## Publikationen
- mit Otto Heuschele: Fritz Nuss – Medaillen. Theiss, Stuttgart und Aalen, 1977.
- Medaillenkabinett. Mitteilungsblatt der Deutschen Medaillengesellschaft e. V., Köln.

## Belege
1. 1 2  Matthias Herbers, Organisationen Im Krieg: Die Justizverwaltung Im Oberlandesgerichtsbezirk Köln 1939-1945, Mohr Siebeck Verlag, 2012,  ISBN 978-3-16-151887-4, S. 247 Fn. 196.
2. ↑  Zu seinen Vorstellungen und dem Konflikt mit Georg Wimmelmann Ingrid S. Weber: Erkenntnisse zum Medaillenschaffen des schwäbischen Bildhauers Fritz Nuss (1907–1999). In: Jahrbuch für Numismatik und Geldgeschichte 60 (2010), S. 207–242, hier S. 231–233; Eberhard Linke, Hans Liepmann: Georg Wimmelmann – Erinnerungen an einen Freund. (Memento des Originals vom 3. September 2014 im Internet Archive)  Info: Der Archivlink wurde automatisch eingesetzt und noch nicht geprüft. Bitte prüfe Original- und Archivlink gemäß Anleitung und entferne dann diesen Hinweis. Online-Textausgabe. In: Staatliche Museen zu Berlin (Website, PDF).
3. ↑  Kondolenzschreiben in: Gedächtnisheft für „Dr. Otto Marzinek in memoriam“. Hrsg. Deutsche Medaillengesellschaft e. V., Köln 1986, Manuskript, S. 12.

| Personendaten    | Personendaten                         |
| ---------------- | ------------------------------------- |
| NAME             | Marzinek, Otto                        |
| KURZBESCHREIBUNG | deutscher Jurist und Medaillensammler |
| GEBURTSDATUM     | 8. August 1912                        |
| GEBURTSORT       | Viersen                               |
| STERBEDATUM      | 24. Mai 1986                          |
| STERBEORT        | Gummersbach                           |